# 4999 MPC
4999 MPC (1987 CJ) là một tiểu hành tinh vành đai chính được phát hiện ngày 2 tháng 2 năm 1987 bởi E. W. Elst ở La Silla.